# Om Jun-čchol
Om Jun-čchol (korejsky: 엄 윤철 , anglický přepis: Om Yun-Chol; * 18. listopadu 1991 Severní Hamgjong) je severokorejský vzpěrač. Na Letních olympijských hrách v Riu de Janeiru získal stříbrnou medaili ve váhové kategorii do 56 kg s celkovým výkonem 303 kg.
Na Letních olympijských hrách v Londýně získal zlatou medaili ve váhové kategorii do 56 kg celkovým výkonem 293 kg (125 kg v trhu a 168 kg v nadhozu). Je trojnásobným mistrem světa, poslední titul vybojoval na Mistrovství světa ve vzpírání 2015 v Houstonu, kde překonal svůj vlastní rekord v nadhozu výkonem 171kg.